# ジェフ・ボガード
ジェフ・ボガード（Jeff Bogard）は、SNK（SNKプレイモア）の対戦型格闘ゲーム『餓狼伝説』などに登場する架空の人物。ただし、劇中では故人であるため名前のみの登場である。

## キャラクター設定
『餓狼伝説』シリーズのメインキャラクターであるテリー・ボガードとアンディ・ボガードの養父。既に他界した存在となっているが、存命時は後に裏社会で恐れられる格闘家であるギース・ハワードやヴォルフガング・クラウザーと同等か、それ以上とも取れる実力者であると評されるほどの格闘家であった。
ジェフの名は、かつてサウスタウンの不世出の英雄として、格闘家だけでなく街の全ての人々にまで畏敬の念をもって呼ばれていた。その威光はサウスタウン最強の実力者を自任するギース・ハワードに勝るとも劣らない。しかし、この二人の生き方は全く異なっていた。絶大な財力と強大な権力で街を支配しようとするギース。自分の力を誇示せず、正当かつ真剣な勝負以外では決して闘わなかったジェフ。ある時期にはタン・フー・ルーの門下でその腕を競いあう仲でさえあった二人だが、タンの後継者争いを機に別々の道を歩みだした。
『餓狼伝説』の約15年前（1964〜65年付近）に、中国の武術家タン・フー・ルーの元で、ギースやチン・シンザンと共に弟子入りし、八極聖拳の修行を行っていた。当時は3人で「闘神三兄弟」とまで呼ばれていたが、チンは禁止されたストリートファイトに参加したどころか八百長試合までやったことで破門となり、ギースもまたその邪心を見抜かれて継承者として認められず、ジェフのみが継承者として認められ、秘伝書の一巻である「八極聖拳奥義書」を託されるに至った。ジェフが後継者として認められたことがギースの人生に影響を与えていたのかは定かではない。1981年、ストリートファイトを制覇したジェフは、ギースの野望を打ち砕く決意をしていた。この結果、ギースはジェフを逆恨みし、以降も彼との間には深い溝が生じていくことになる。
また、ジェフはギースの異母兄弟で同じ秘伝書の所有者でもあるクラウザーとも、何らかの経緯で戦っており、ジェフの放ったパワーウェイブによって、クラウザーは額に消えることのない傷を受けている。
1971〜75年頃、タンの元から離れアメリカのサウスタウンに戻ったジェフは、そこで孤児であるテリーとアンディの兄弟を養子として育て、格闘技の基礎を教え込む。特に長男のテリーには自らの流派であるジェフ流喧嘩殺法やマーシャル・アーツを伝授しているが、次男のアンディは体格が小柄であったためにマーシャル・アーツ等には不向きと判断し、基礎以上のことまでは教えていない。
そして、『餓狼伝説』の10年前となる1982年、自らの所有する「八極聖拳奥義書」を狙って襲撃してきたギースの手でジェフは命を落とすことになり、「八極聖拳奥義書」も奪われた。これが『餓狼伝説』シリーズの物語の幕開けとなる。なお、この時のジェフとギースの実力差は明確ではないが、ギースの方が実力が上になっていたという説の他に、テリーとアンディの二人が目の前で人質になっていたことで身動きが出来なかったために、ギースに一方的にやられたという説もある。
『バトルファイターズ餓狼伝説』の作中でジェフが命を落とす時代は1981年。海の見える公園でテリーとアンディとタン師匠がいた。動きの自由が利かなくなるほど子どもたちが近くにいる時、「八極聖拳奥義秘伝書」を狙う黒い服の男３人がナイフを持って飛びかかってきた。ジェフは背後から刺され、倒れたジェフの前にはギースが立っており、ギースにとどめを刺されて死亡した。
家庭用『餓狼伝説〜WILD AMBITION〜』のオープニングではゲーム本編において初めて生前のジェフが登場しており、ギースと対決して敗れて死亡している。
その設定ゆえに、現在のところ、プレイヤーキャラクターとして登場したことはないが、テリーやアンディのギースとの因縁を語る上で不可欠な重要人物である。また、関連する人物の紹介などによって、サブキャラクターながらも、結果的にジェフ・ボガードの人物設定は深く盛り込まれることになった。

### その他
当時、ゲーメストの付録として付属し、販促物として配布もされた小冊子に掲載されている漫画（オフィシャルデザイナーである森気楼による作画）では殺害された直後の状態で登場しており、この漫画ではジェフは黒の短髪で口髭を生やし、白いTシャツに青い上着を着た姿で描かれている。
スーパーファミコン版『龍虎の拳』のオリジナルエンディングでは、ギースはタクマ・サカザキを利用してジェフの暗殺を目論むが、タクマが企みに気づいたために失敗に終わっている。
『龍虎の拳2』では、ジェフはサウスタウンの裏社会で暗躍しているギースの調査を密かに行っており、ギースもまたジェフの存在を目障りに感じ、マークしていた（これは『龍虎の拳2』のCPU戦でギースを倒したあとの隠しデモで見ることが可能）。
SNKのキャラクターの何人かとも関わりがあったという設定が幾つかあり、タクマ・サカザキ、リー・ガクスウ（『龍虎の拳』におけるタクマのライバルで、リー・パイロンの養父）、草薙柴舟、鎮元斎といった年期のある格闘家や武術家とは、単に知り合いであったり、格闘の道を歩む者同士として戦ったと言われている。一部書籍ではハイデルンやルガール・バーンシュタインとも関わりがあったとされている。なお、『ザ・キング・オブ・ファイターズ（以下：KOF）』でも『餓狼伝説』と同様に故人である。
アニメや漫画といった他メディアで描写された際にはビジュアルイメージが公式に設定されていなかったため、各々の作品で独自に容姿その他が描写されている。テリーのプロフィールを見ると彼が手に嵌めている指抜きのグローブはジェフの形見であるとされているので、同様のグローブをジェフもストリートファイトで愛用していたと思われる。
『KOF XIV』の中国チームのエンディングにおいて、タンが自分の弟子たちを思い浮かべるシーンで、襟元にボアが付いたジャケットを着用し、黒の短髪にダークブラウンの帽子を被った彼の後姿が確認できる。

## 他メディアでのジェフ
アニメ『バトルファイターズ 餓狼伝説』の冒頭では幼いボガード兄弟の見ている中でギースに殺害されて、同『2』ではタンとともにテリーの回想シーンにて姿を見せる。この作品ではタンと同様の中国風の、青い衣服を着用。髪は短いが、襟足だけはやや長く伸ばして結わえている。
細井雄二が執筆した漫画版『餓狼伝説』シリーズの『覇王マガジン』の付録漫画では、トレーニングとして朝の起床後すぐの数百回もの腕立て伏せを日課とするストイックな人物として描かれた。この付録漫画では帽子にオーバーオールという出で立ちで、口髭を蓄えている。熱を出したアンディのために窃盗を働いたテリーを制止し、彼の持つ優れた格闘センスと兄弟二人の真っ直ぐな心を見て彼らを引き取った。本作では明確にジェフの方が格闘家としてはギースに勝っていたが、いつかギースが改心してくれると信じて直接の対決を避けていたとされる。しかしギースがタンに重傷を負わせた事で激昂、ギースに決闘を挑み圧倒するも、ギースがジェフを殺すために習得した催眠術によって体の自由を奪われ殺害された。
コミックゲーメストで連載された漫画版『餓狼伝説2』（著：MONDO・恵）では、不知火半蔵（不知火舞の祖父）と2人がかりでクラウザーと対決している。
また、天獅子悦也の漫画版『龍虎の拳2』では、リー・ガクスウの知り合いで、ギースを追っている『謎の青年』として登場。セミロングの黒髪に帽子を被った姿と、現在のテリーに似た雰囲気の姿で描かれており、劇中にてタクマ・サカザキが正義の志を持つ者かを確かめるために戦いを挑んでおり、物語のラストにて、自らがジェフ・ボガードであることを明かしている。なお同作者の『龍虎の拳2』直後のエピソードとして日本に渡るギースを描いた『ギース外伝』においては、ジェフの姿は『コミックゲーメスト』版では『バトルファイターズ 餓狼伝説』と同様の姿であったが単行本では前述の『龍虎の拳2』と同じ姿に描かれている。
3DCGアニメ『THE KING OF FIGHTERS: DESTINY』ではテリーの回想に登場。10年前（時間設定が変更されており2006年となっている）のテリーの14歳の誕生日、自宅に訪れたギースの秘伝書を渡せという要求を撥ね付けるが、拒めばテリーたちに危害を加えると脅迫を受け秘伝書を賭けた決闘を余儀なくされる。脚に怪我を抱えているらしくギースからは「その脚では勝ち目はない」と言われるも、あくまで秘伝書の譲渡を拒み戦いを挑むが、レイジングストームによって命を奪われる。白いTシャツの上に青地に白いチェックの開襟シャツを着用しており、髪はオールバックにした黒の短髪で、口髭と顎髭を蓄えている。

## 技の解説
いずれも他メディアで披露した技である。
パワーウェイブ
テリー・ボガードの持ち技であるが、元々はジェフが使っていた技であり、テリーはこれを見様見真似で会得した。
バーンナックル
ジェフがクラウザーの額に十字形の傷を与えた技。テリーもジェフからこの技を会得した。
閃光拳（せんこうけん）
天獅子悦也の漫画版『龍虎の拳2』で使用。テリーの「バーンナックル」に非常に似ている技である。
旋風拳（せんぷうけん）
初代『餓狼伝説』においてタンが使用していた技。『THE KING OF FIGHTERS: DESTINY』において、ギースとの決闘の際に八極聖拳奥義として使用した。

## 声の出演
- 石塚運昇（アニメ『バトルファイターズ 餓狼伝説』[7]）
- 森川智之（3DCGアニメ『THE KING OF FIGHTERS: DESTINY』日本語吹き替え）

## 関連人物
- テリー・ボガード - 養子で、長男。
- アンディ・ボガード - 養子で、次男。
- ギース・ハワード - 元・同門で、宿敵。
- チン・シンザン - 元･同門。
- タン・フー・ルー - 中国で八極聖拳を教わった師匠。
- ヴォルフガング・クラウザー - かつて戦って、傷を負わせた。